# PCLinuxOS
PCLinuxOS — LiveDVD дистрибутив Linux с возможностью установки операционной системы на жёсткий диск. Основанный 24 октября 2003 года на Mandrake 9.2, PCLinuxOS придерживается собственного пути развития. Главный офис находится в Хьюстоне (Техас, США). 

## Особенности
Оставаясь основанным на RPM дистрибутивом, PCLinuxOS выделяется использованием утилиты управления пакетами APT (из состава Debian) и её графического интерфейса Synaptic.
Кроме того, в дистрибутиве используется тот же, что в Mandriva Linux, единый центр управления системой — drakconf (drakxtools).
В PCLinuxOS включён сценарий/script mylivecd (ранее mklivecd), который позволяет пользователю создавать снимки текущего состояния установки системы на жёстком диске (все настройки, приложения, документы и т. д.) и сжимает его в ISO CD/DVD образ. Это позволяет легко создать свой собственный «живой» CD/DVD.
Для удобства пользователей в дистрибутив включена поддержка популярных мультимедийных форматов и встроено большое количество свободных и проприетарных драйверов для максимальной поддержки оборудования (принтеров, сканеров, тачпадов, wifi, bluetooth и т. д.).
PCLinuxOS поддерживает более чем 85 языков, включая русский. Русификация дистрибутива осуществляется посредством специально разработанного скрипта addlocale.
Офисный пакет LibreOffice в системе не предустановлен. Установка LibreOffice также осуществляется через скрипт lomanager.
PCLinuxOS нацелен на настольные ПК и идеально подходит для дома или малого и среднего бизнеса. Меньшее внимание уделяется поддержке серверов, хотя пакеты для большинства серверных задач доступны в репозитории.
В репозитории имеется более 13 тысяч пакетов. На данный момент поддерживаются x86 и x86-64 платформы.
В PCLinuxOS легко настроить родительский контроль, чтобы оградить детей от нежелательных web-сайтов.

### Прекращение поддержки 32-битной архитектуры
10 мая 2016 года главный разработчик PCLinuxOS Texstar объявил о прекращении поддержки 32-битных версий PCLinuxOS. В результате, 32-разрядные ISO-образы PCLinuxOS, и официальные 32-битные обновления пакетов прекратили быть доступными. Хотя это не мешает неофициальной поддержке, после объявления доступны только 64-битные ISO-образы, и обновления пакетов через официальный сайт.

## Системные требования
- Любой Intel, AMD и VIA процессор.
- Минимум 384 МБ (для версии с KDE 512 МБ) оперативной памяти (рекомендуется 1 Гб).
- Минимум 3 ГБ свободного места на жёстком диске (рекомендуется 8-10 Гб).
- 3D-видеоадаптер nVidia, ATI, Intel, SiS, Matrox, VIA.
- Любая Sound Blaster, AC97 и HDA совместимая карта. Creative Labs X-Fi карты в настоящее время не поддерживаются.
- Устройство CDROM. SATA, IDE, SCSI, SAS. Большинство контроллеров поддерживаются в не-RAID режиме.
- Сетевая карта.
- Высокоскоростное подключение к интернету.

## История дистрибутива
Начинался PCLinuxOS с набора RPM пакетов для Mandrake Linux (позднее Mandriva Linux, сейчас OpenMandriva Lx). Эти пакеты были созданы Биллом Рейнолдсом, более известным, как Texstar.
С 2000 по 2003 год Texstar создал свой репозиторий RPM-пакетов и сайт PCLinuxOnline, а в октябре 2003 года выпустил форк Mandrake Linux 9.2 под названием PCLinuxOS.
С тех пор в тесном сотрудничестве с Live Project CD, Texstar развивает самостоятельный дистрибутив. Начальные релизы были последовательно пронумерованы как «previews»: p5, p7, p8, затем p9, p91, P92, P93.

## Выпуск пакетов и сборок

### Rolling release
PCLinuxOS является постоянно обновляемым дистрибутивом, новые пакеты появляются ежедневно. Используя менеджер пакетов Synaptic, пользователи могут просто поддерживать свою систему в актуальном состоянии. В отличие от некоторых дистрибутивов, предлагающих пользователям устанавливать сборки в том состоянии, в котором они имеются на момент выхода, сборки PCLinuxOS являются просто снимками текущей системы.

### История выпуска сборок
| Версия           | Дата         |
| ---------------- | ------------ |
| Original Release | Октябрь 2003 |
| 0.5              | 2004         |
| 0.7              | 2004         |
| 0.8              | 2005         |
| 0.91             | 2005.07.07   |
| 0.92             | 2005.11.21   |
| 0.93a            | 2006.08.21   |
| 2007             | 2007.05.21   |
| 2008             | 2009.01.06   |
| 2009.1           | 2009.03.11   |
| 2009.2           | 2009.06.30   |
| 2010             | 2010.04.19   |
| 2010.1           | 2010.05.05   |
| 2010.2           | 2010.06.03   |
| 2010.07          | 2010.07.05   |
| 2010.10          | 2010.10.23   |
| 2010.11          | 2010.11.25   |
| 2010.12          | 2010.12.18   |
| 2011.06          | 2011.06.27   |
| 2011.09          | 2011.09.23   |
| 2012.02          | 2012.02.03   |
| 2012.08          | 2018.08      |
| 2013.04          | 2013.04.04   |
| 2014.08          | 2014.08      |
| 2014.12          | 2014.12.18   |
| 2016.03          | 2016.03.08   |
| 2016.07          | 2016.07.06   |
| 2017.02          | 2017.02.10   |
| 2017.03          | 2017.03.17   |
| 2017.07          | 2017.07      |
| 2018.06          | 2018.06.01   |
| 2019.06          | 2019.06.16   |
| 2020.01          | 2020.01.14   |
| 2020.10          | 2020.10.15   |
| 2021.11          | 2021.11.05   |
| 2022.01          | 2022.01.08   |
| 2022.12          | 2022.12.12   |
| 2023.07          | 2023.07.30   |

### Скриншоты

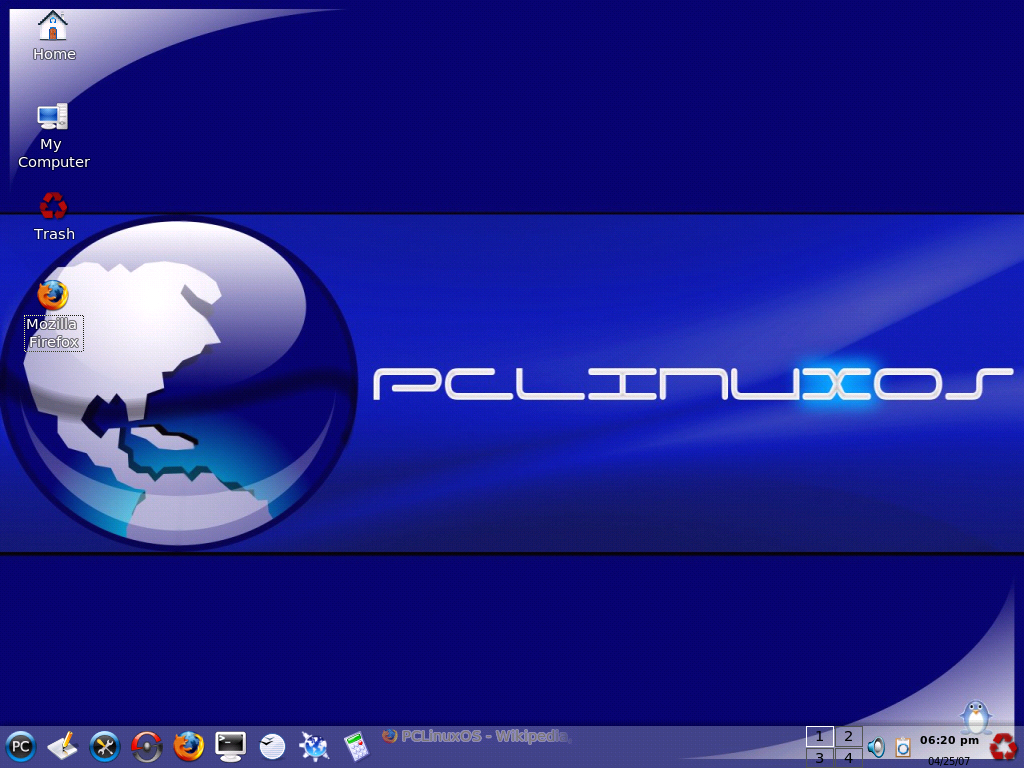
PCLinuxOS 2007
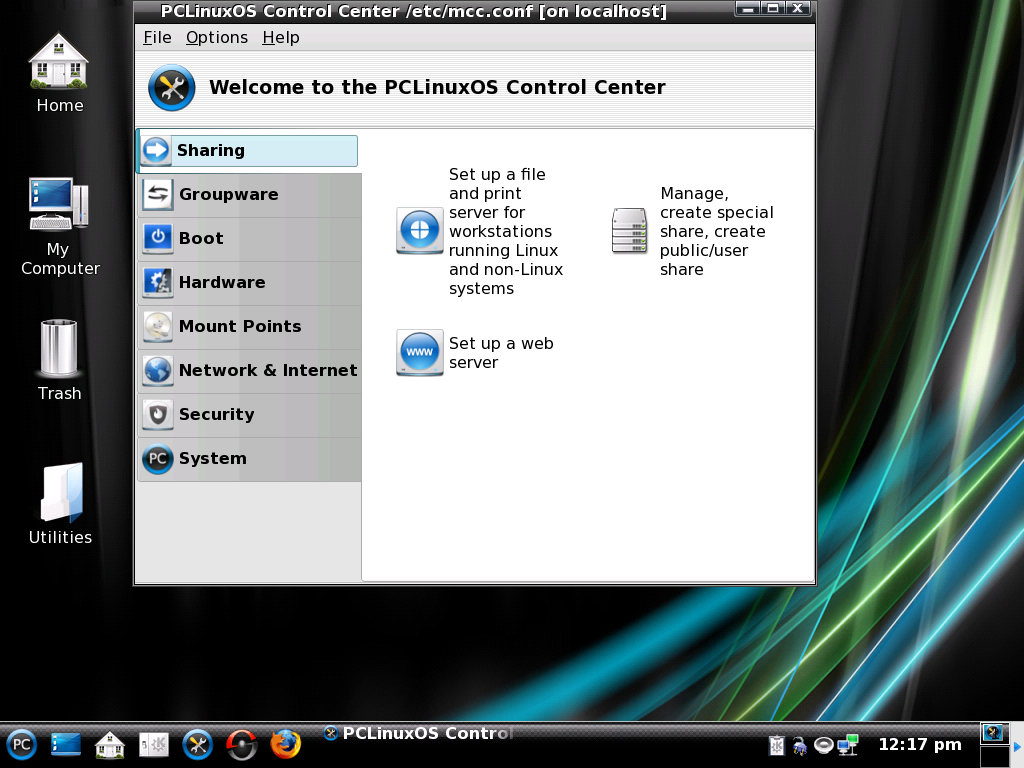
PCLinuxOS 2008
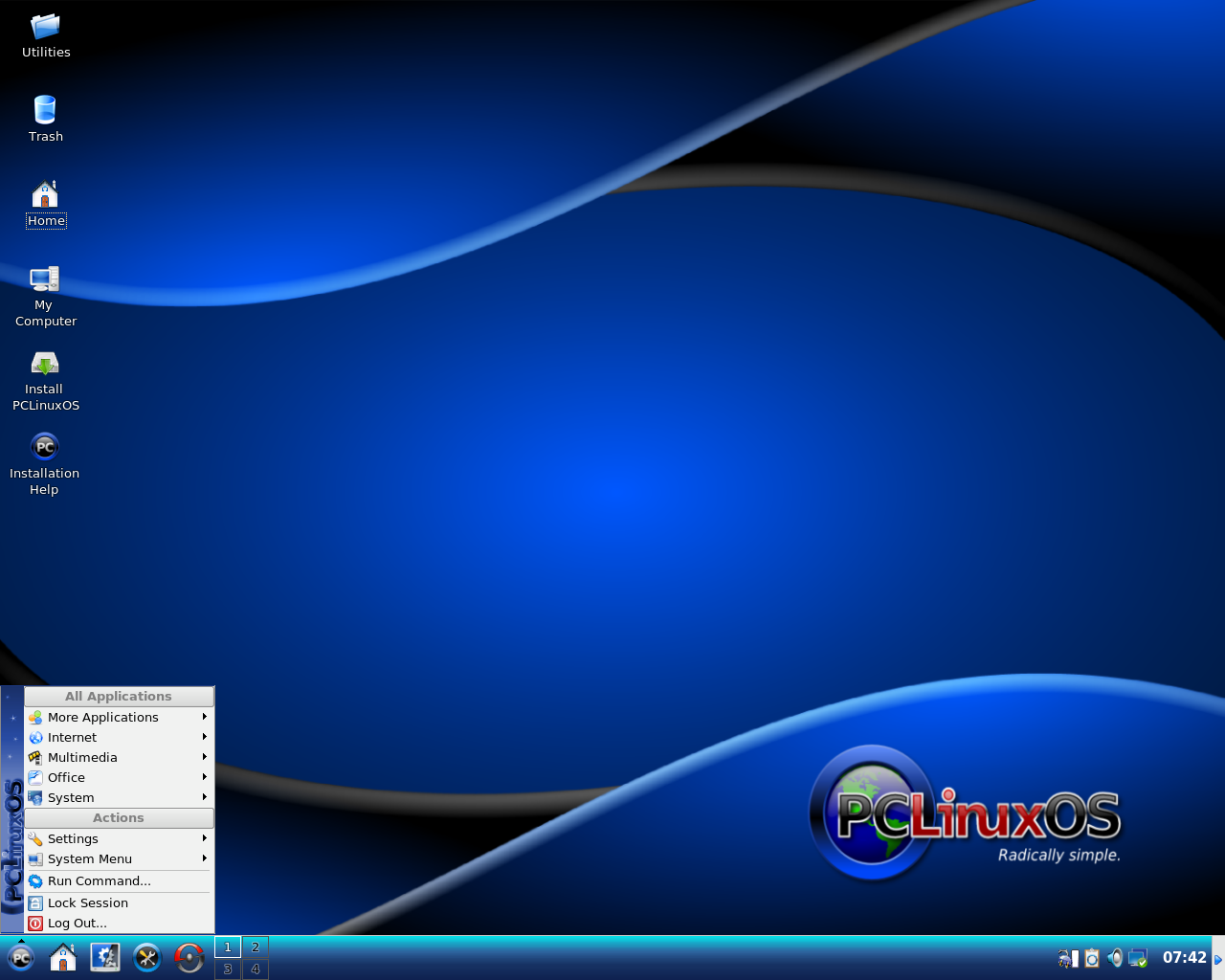
PCLinuxOS 2009.1
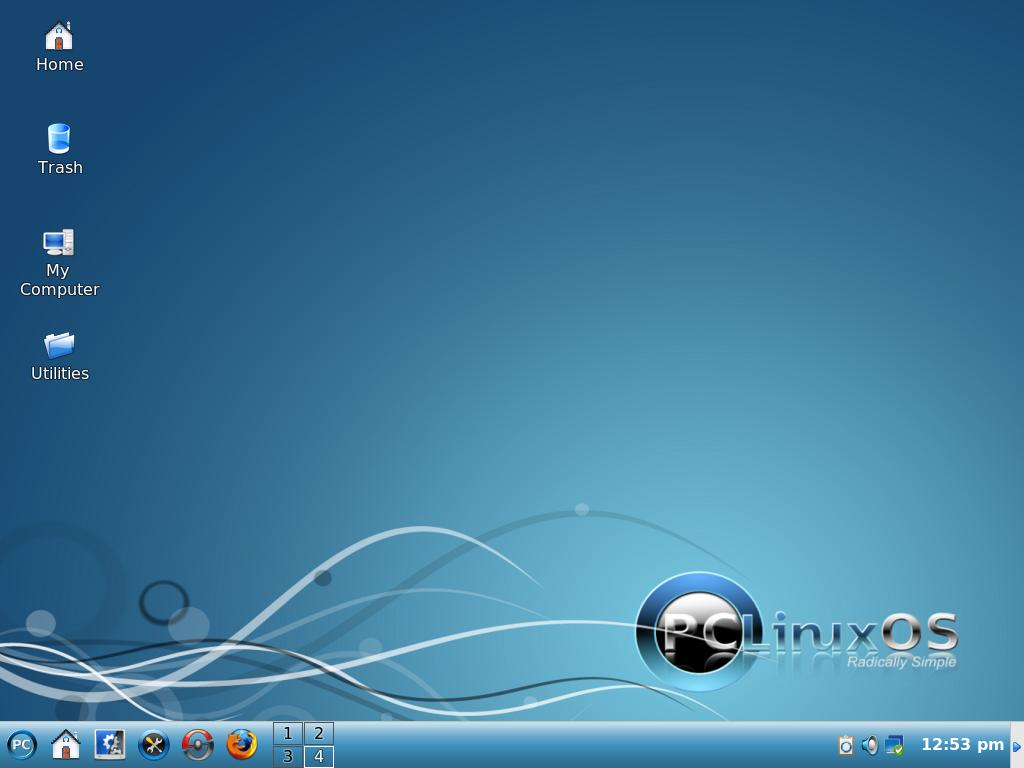
PCLinuxOS 2009.2
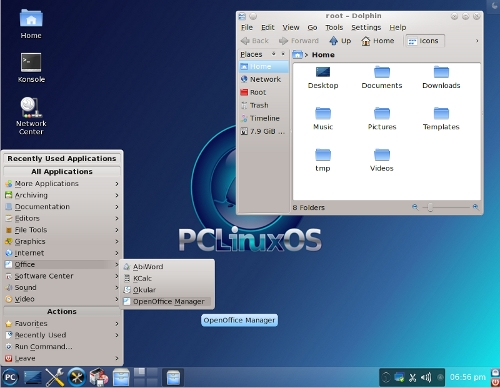
PCLinuxOS 2010
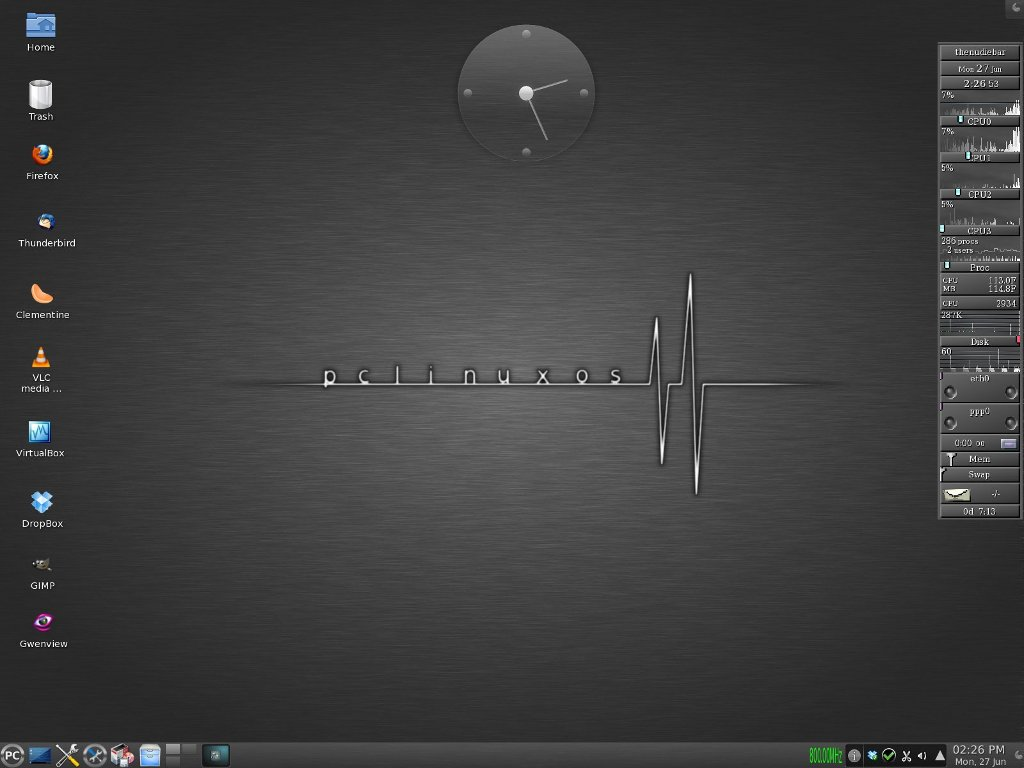
PCLinuxOS 2011

## Скрипт mylivecd
PCLinuxOS содержит скрипт mylivecd, который позволяет пользователю создавать снимки текущего состояния установки системы на жёстком диске (все настройки, приложения, документы и т. д.) и сжимает его в ISO CD/DVD образ. Это позволяет легко создать свой сообственный LiveCD/DVD.
Скрипт mylivecd теперь даёт возможность установки PCLinuxOS из загрузочного меню без необходимости загружать систему и устанавливать с ярлыка на рабочем столе.
Есть 3 способа сжатия: xz — максимальное сжатие, xz — нормальное сжатие и gzip для быстрого сжатия. Xz max занимает больше времени для создания LiveCD, но производит самое сильное сжатие образа, тогда как gzip создаст LiveCD довольно быстро, но сжатый образ будет больше.
Кроме LiveCD существует возможность генерации LiveDVD размером до 4 Гб, с учётом сжатия на такой диск помещается образ системы размером 10-12 Гб.

## Проекты PCLinuxOS
Существует несколько проектов сообщества PCLinuxOS.

### MiniMe
MiniMe является минимальным LiveCD для опытных пользователей, желающих выбирать пакеты для установки по своему желанию, а не использовать те, которые предустановлены разработчиком.

### KDE Fullmonty edition
KDE FullMonty является LiveDVD версией PCLinuxOS с большим количеством предустановленных приложений и драйверов, а также со специальным оформлением рабочего стола.
KDE FullMonty имеет 6 виртуальных рабочих столов:

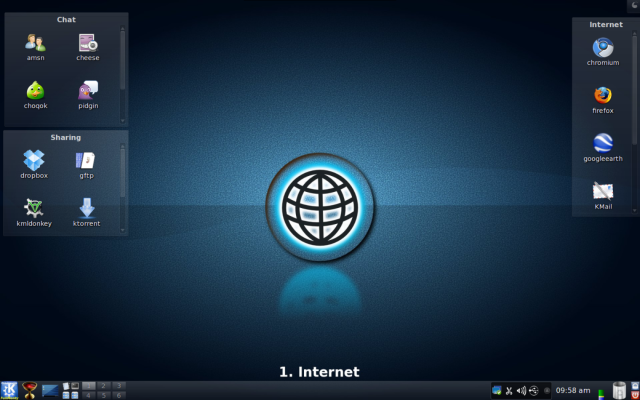
Интернет
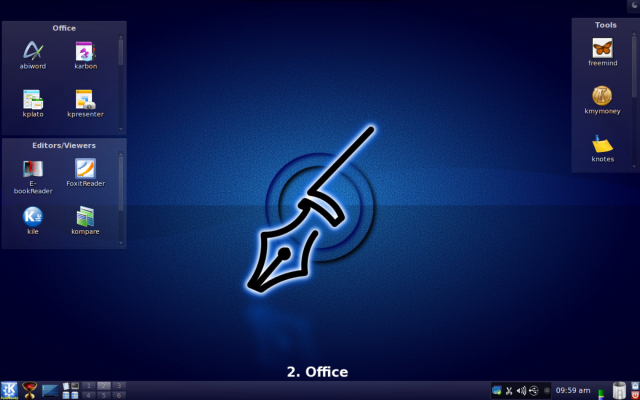
Офис
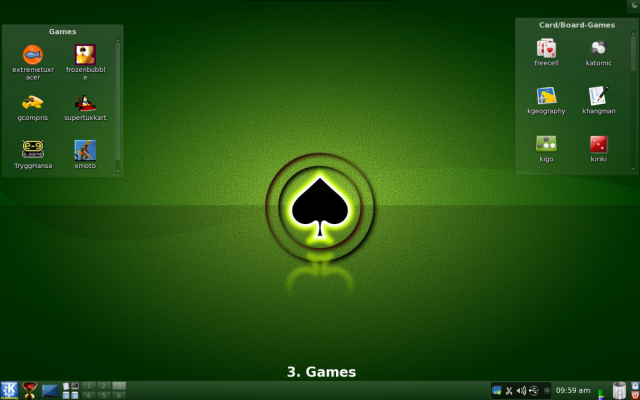
Игры
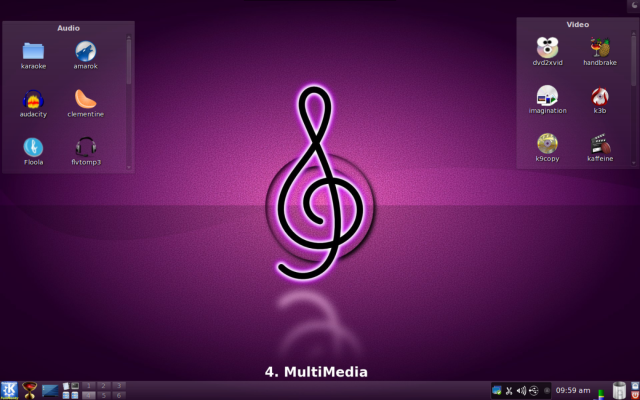
Мультимедия
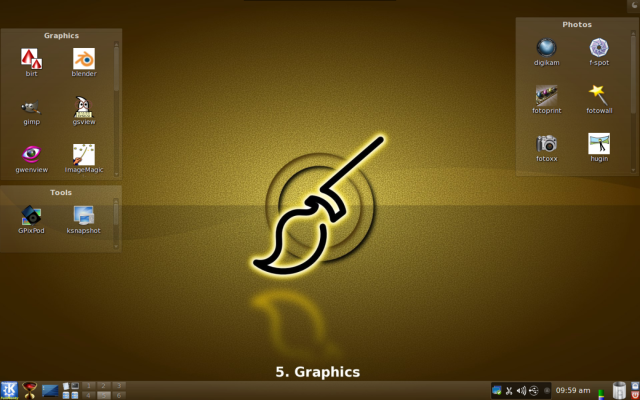
Графика
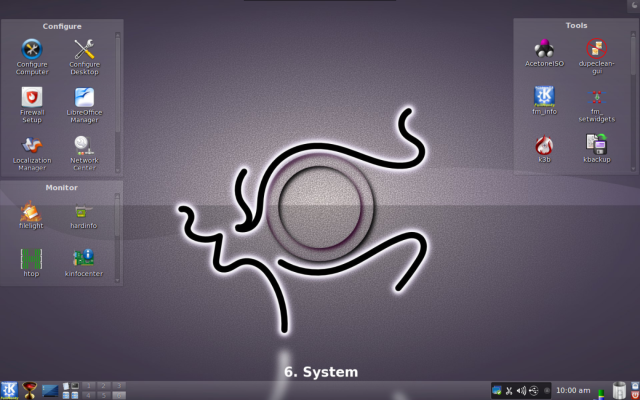
Система

KDE FullMonty предназначен для начинающих пользователей Linux. Сборка снабжена связками лучших приложений, доступных в PCLinuxOS, структурированно расположенных на разных виртуальных рабочих столах.

### Русская сборка PCLinuxOS
Русским сообществом PCLinuxOS сделана локализованная сборка дистрибутива. Произведена русификация установщика системы, изменена интеграция оболочек, расширен репозиторий[значимость факта?].

### Журнал PCLinuxOS Magazine
Дистрибутив PCLinuxOS имеет свой ежемесячный журнал на английском языке PCLinuxOS Magazine, в котором можно найти массу полезной информации.

## Дистрибутивы, основанные на PCLinuxOS
- TinyMe — дистрибутив для слабых компьютеров на основе PCLinuxOS.
- CAElinux — дистрибутив, основанный на PCLinuxOS. В состав дистрибутива входит ряд свободных программ, позволяющих выполнять инженерные расчёты прочности конструкций и течений жидкости.
- Karoshi — дистрибутив, предназначенная для школ.
- ZEN-mini GNOME — сборка на основе среды GNOME.